# Bondo (ort i Mali)
Bondo är en ort i Mali.   Den ligger i regionen Koulikoro, i den sydvästra delen av landet, 70 km sydost om huvudstaden Bamako. Bondo ligger 351 meter över havet och antalet invånare är 19 560.
Terrängen runt Bondo är platt. Runt Bondo är det glesbefolkat, med 20 invånare per kvadratkilometer. Det finns inga andra samhällen i närheten. Omgivningarna runt Bondo är en mosaik av jordbruksmark och naturlig växtlighet.